# Gianmarco Tognazzi
Gianmarco Tognazzi (n. 11 octombrie 1967, Roma, Italia) este un actor italian.